# 402 (tal)
402 är det naturliga talet som följer 401 och som följs av 403.

## Inom vetenskapen
- 402 Chloë, en asteroid.

## Inom matematiken
- 402 är ett jämnt tal
- 402 är ett sammansatt tal
- 402 är ett ymnigt tal
- 402 är ett sfeniskt tal